# Николас, Джон
Джон Николас (англ. John Nicholas; 24 июля 1879 – 29 сентября 1929) — английский футболист, чемпион летних Олимпийских игр 1900.
На Играх 1900 в Париже Николас входил в состав британской футбольной команды. Его сборная выиграла в единственном матче у Франции со счётом 4:0, причём Николас забил два гола, и заняла первое место, выиграв золотые медали.